# Центральное ереванское кладбище
Центральное ереванское кладбище (арм. Թոխմախի կենտրոնական գերեզմանատուն), также известное как Тохмахское кладбище — кладбище в Ереване, расположенное в административном районе Эребуни. Одно из старейших и второе по площади кладбище города, место захоронения значительного числа известных и выдающихся людей.
Площадь кладбища — 69,6 га, оно уступает лишь действующему кладбищу Арин-Берд, площадь которого составляет 154 га.

## История
Кладбище основано в конце 1920-х, первые захоронения на Тохмахе относятся к 1929 году. Его появление было связано с перепланировкой города и уничтожением дореволюционных кладбищ, бывших на тот момент основными ереванскими некрополями, — кладбища Млер и кладбища Козерн. Козерн являлся старейшим ереванским кладбищем; в разное время там хоронили выдающихся деятелей армянской церкви и культуры. Некоторые из похороненных на Млере и Козерне были перезахоронены на Тохмахе, что поспособствовало стремительному росту кладбища и его превращению в основной городской некрополь. 

## Мемориал ВОВ

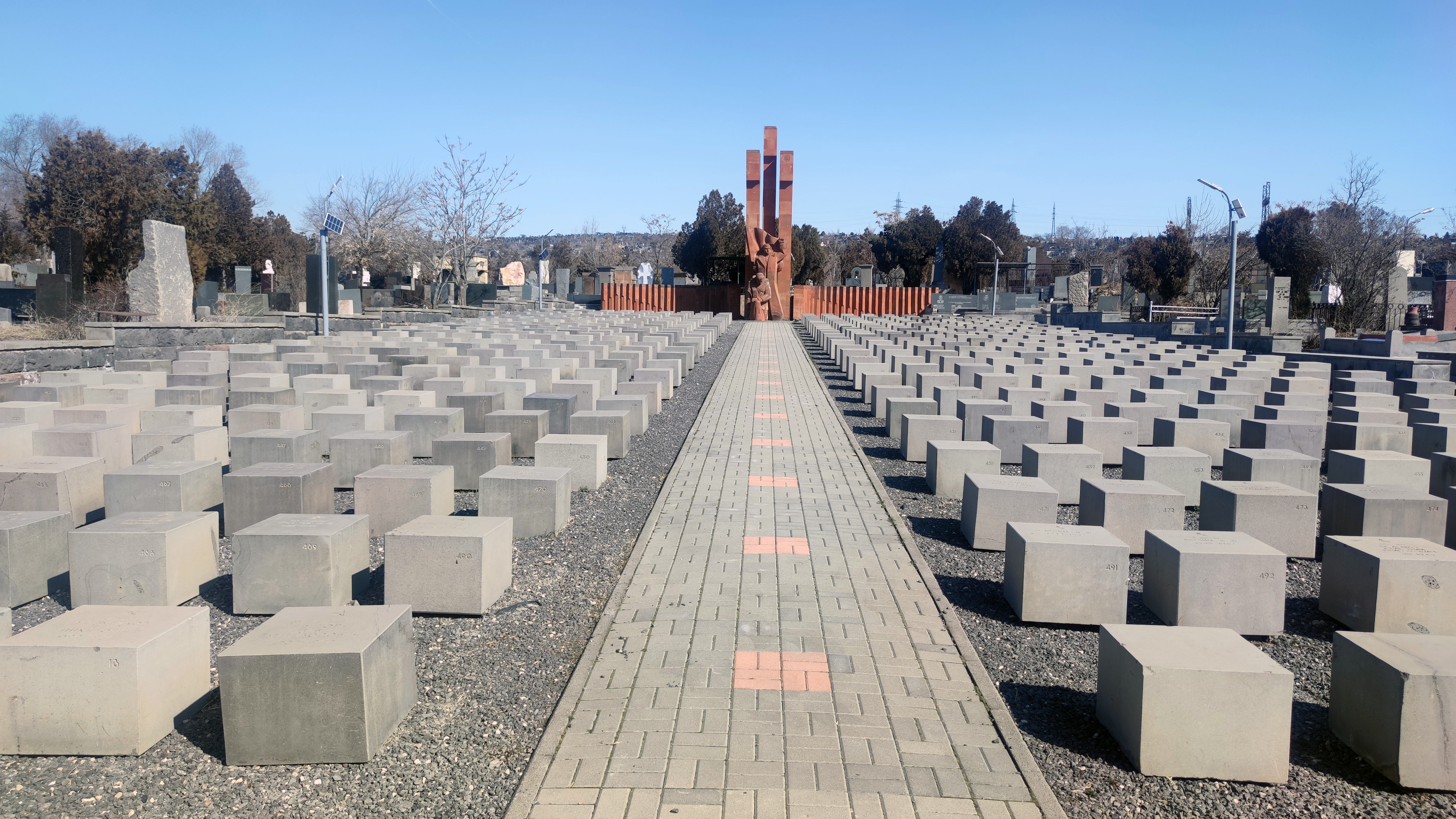
Общий вид воинского мемориала кладбища Тохмах

В 1941 году в ереванские госпитали стали поступать первые солдаты и офицеры, получившие ранения на полях сражений Великой Отечественной войны. Спасать удавалось не всех, и для умерших в больницах на территории городского кладбища Тохмах был выделен определённый участок, который позже стал мемориальным комплексом «Тохмах». Суммарно на кладбище похоронено около 700 солдат и офицеров, погибших в ВОВ. Мемориальный комплекс включает в себя 520 захоронений: 500 именных и 20 безымянных (то есть могил неизвестных солдат).
Надмогильные сооружения мемориала оформлены в форме бетонных кубов. Мемориал разделен на две части, по 260 захоронений в каждой (26 рядов по 10 могил). Каждый куб пронумерован от 1 до 520; в могиле №1 похоронен рядовой Григорий Никифорович Вшивков, погибший в 1941 году, последние могилы принадлежат солдатам, умершим от последствий ранений уже в 1950-х.
Центральное скульптурное изображение мемориала выполнено из вулканического туфа и изображает двух бойцов, чьи лица обращены к могилам павших. Монумент возведен в 1982 года, его авторы — скульпторы Армен Самвелян и Арташес Овсепян.

## Захоронения выдающихся людей
В разное время на кладбище Тохмах хоронили выдающихся деятелей культуры, искусства, науки, а также партийных руководителей, военных, героев Советского Союза и так далее. В отличие от организованного захоронения знаменитостей в пантеоне имени Комитаса, на Тохмахе нет организованного пантеона, и могилы известных людей рассеяны по территории кладбища. Тем не менее, большая часть могил знаменитостей сосредоточена в одной зоне, неофициально называемой пантеоном Тохмах (и оттого нередко путающейся с пантеоном имени Комитаса).
Среди известных людей, похороненных на Тохмахе, можно выделить:

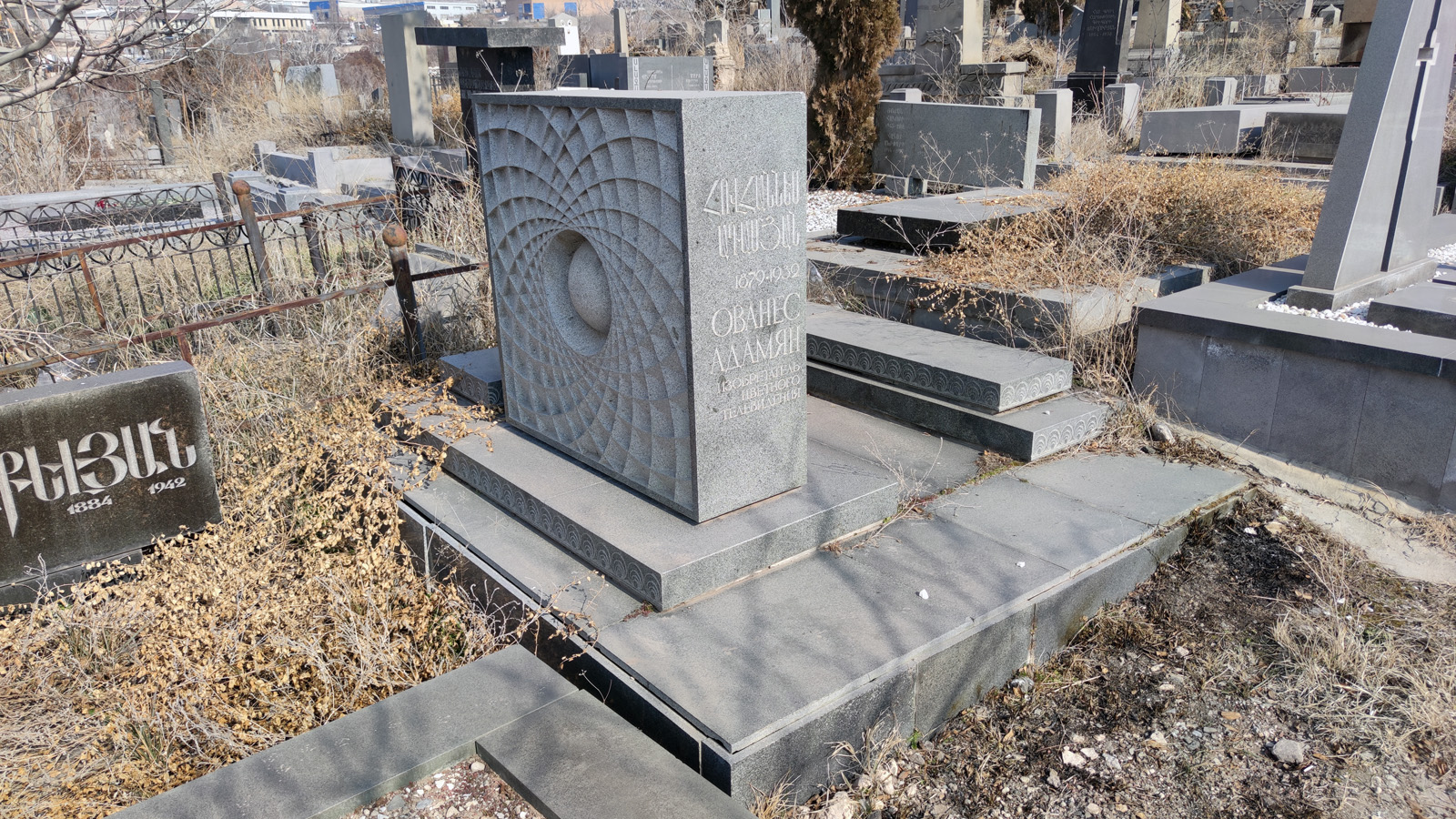
Надгробие Ованеса Адамяна, одного из пионеров цветного телевидения

- композиторов Арно Бабаджаняна и Никогайоса Тиграняна
- художников Ерванда Кочара и Минаса Аветисяна
- архитекторов Марка Григоряна и Рафаела Исраеляна
- учёных Артёма Алиханьяна и Арташеса Шагиняна
- писателей Дереника Демирчяна и Наири Зарьяна
- одного из пионеров телевидения, инженера Ованеса Адамяна
- политических деятелей Агаси Ханджяна и Якова Заробяна

Всего на Тохмахе похоронено более 200 выдающихся людей.
Кладбище остаётся престижным местом захоронения, и на нём расположено множество могил крупных бизнесменов и воров в законе, в том числе на больших и огороженных отдельно зонах кладбища, выкупленных под несколько поколений семей. 

## Галерея

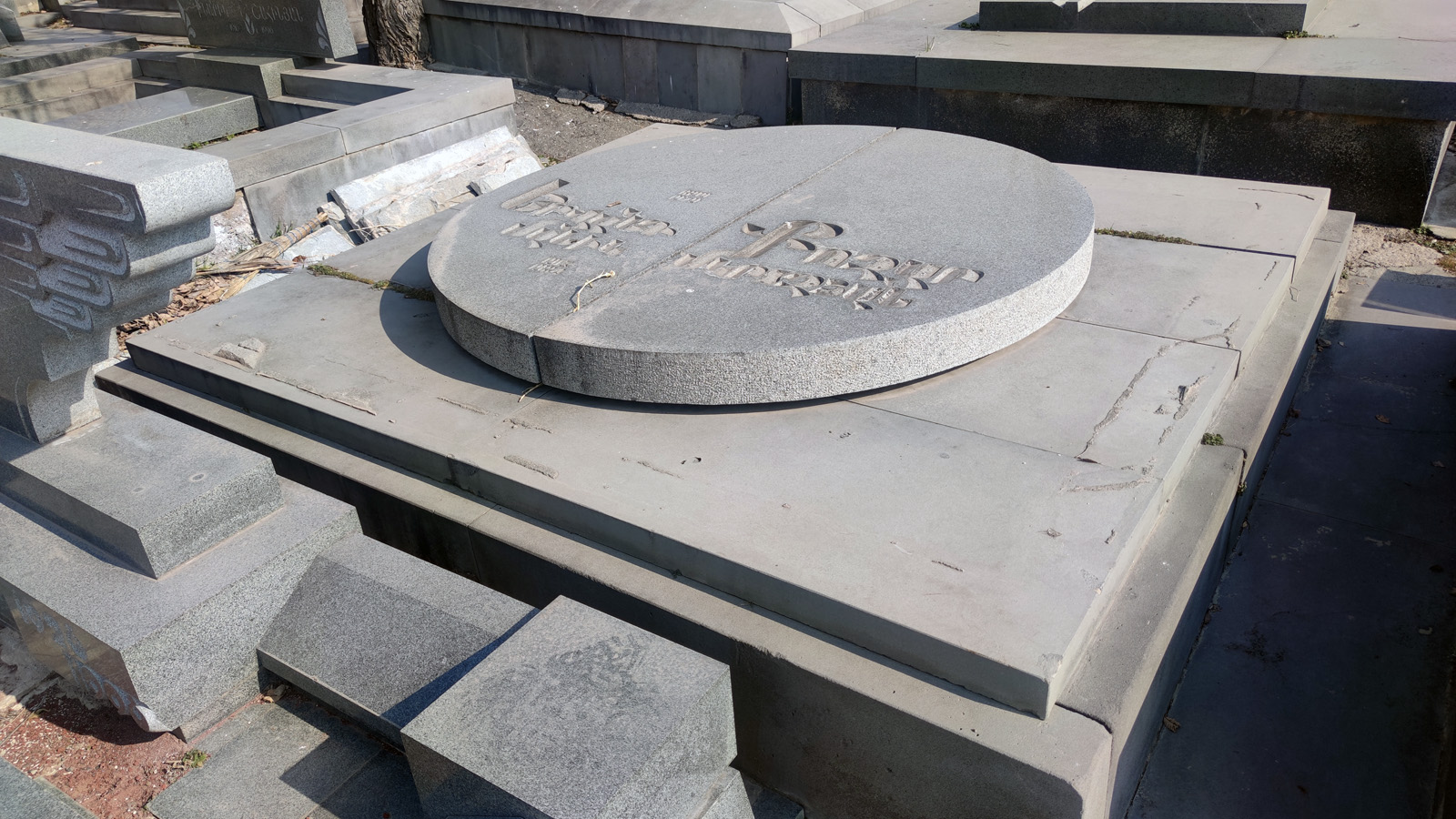
Надгробие художника и скульптора Ерванда Кочара
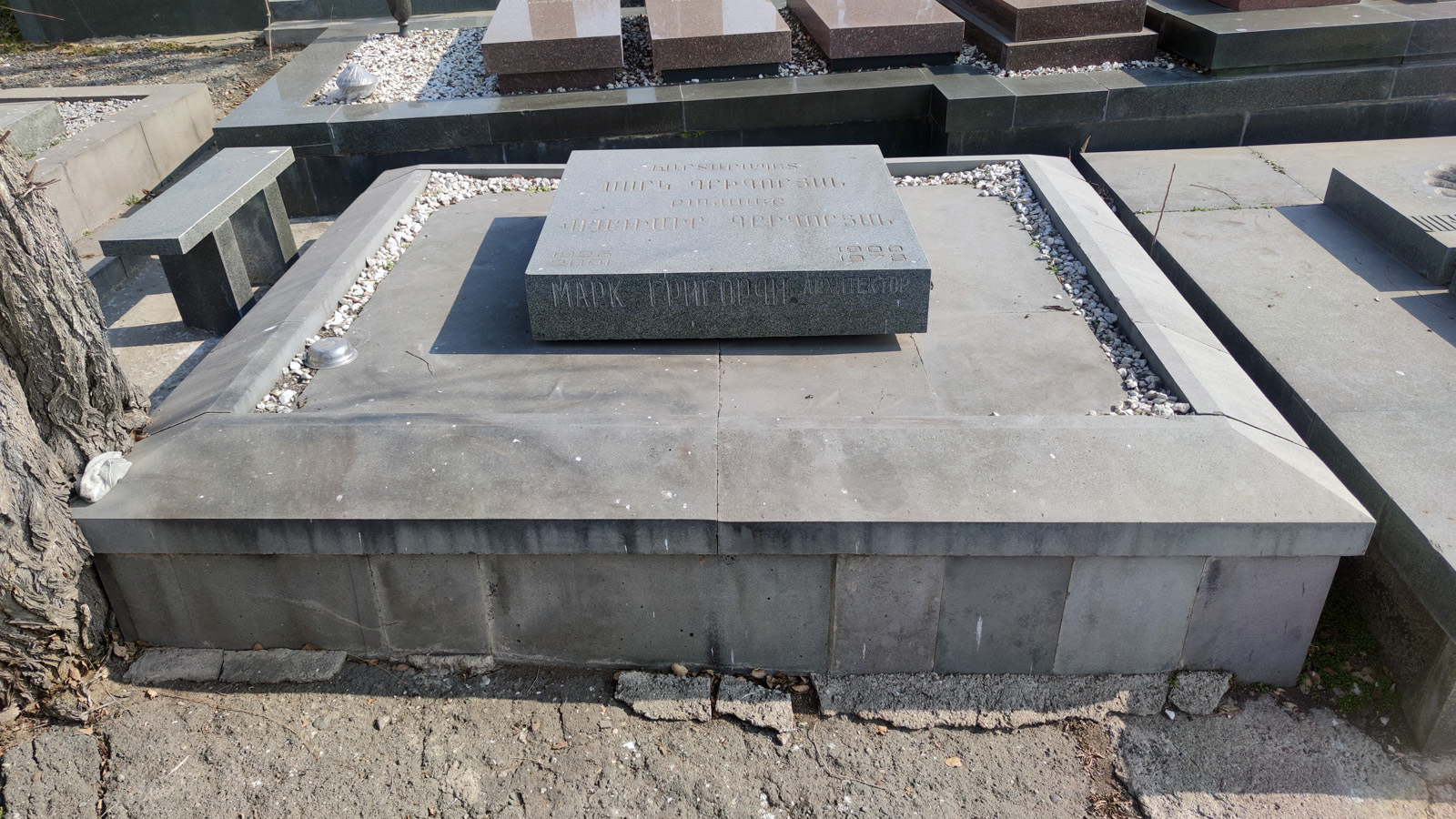
Надгробие архитектора Марка Григоряна
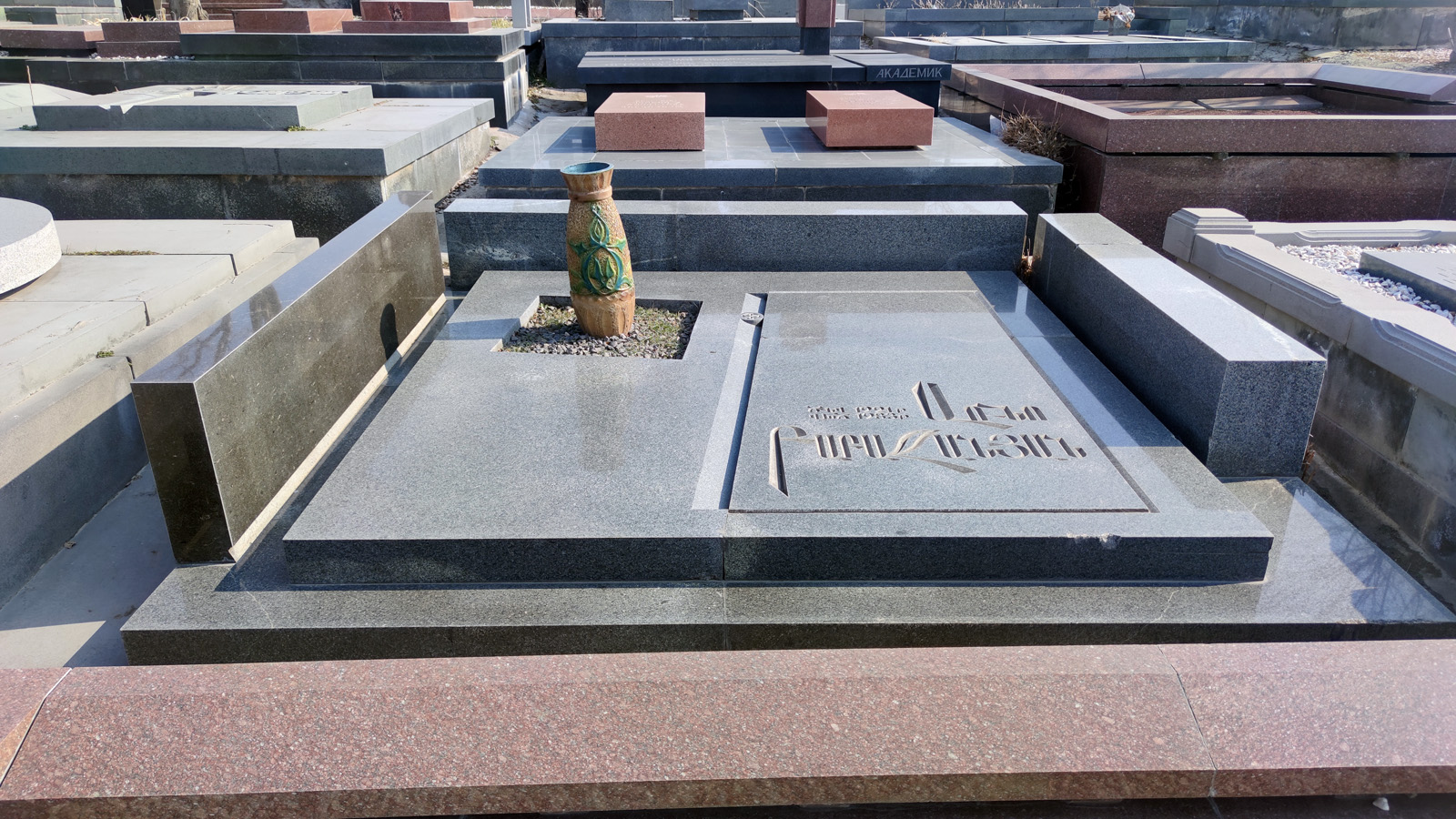
Надгробие композитора Арно Бабаджаняна
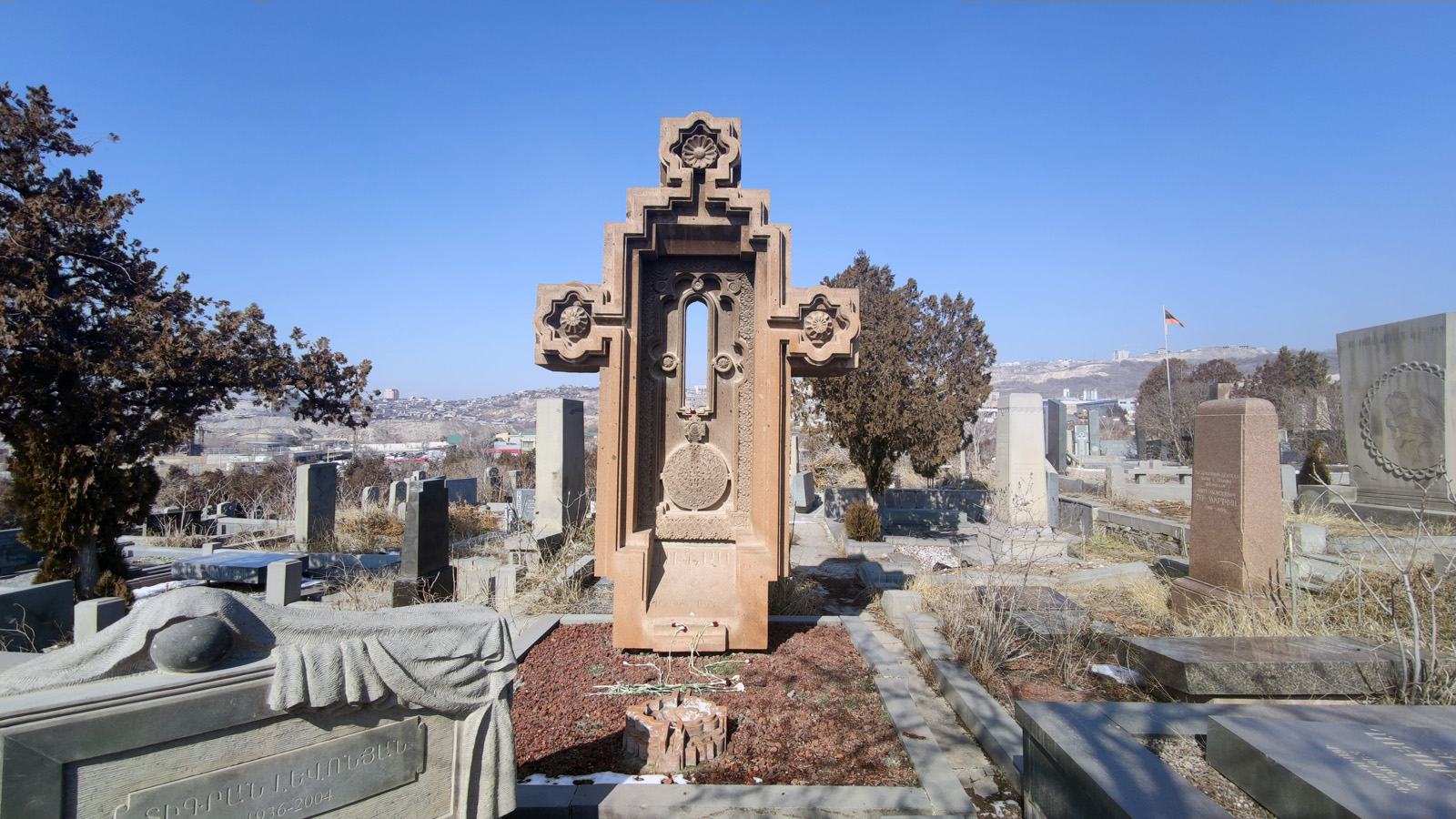
Надгробие художника Минаса Аветисяна
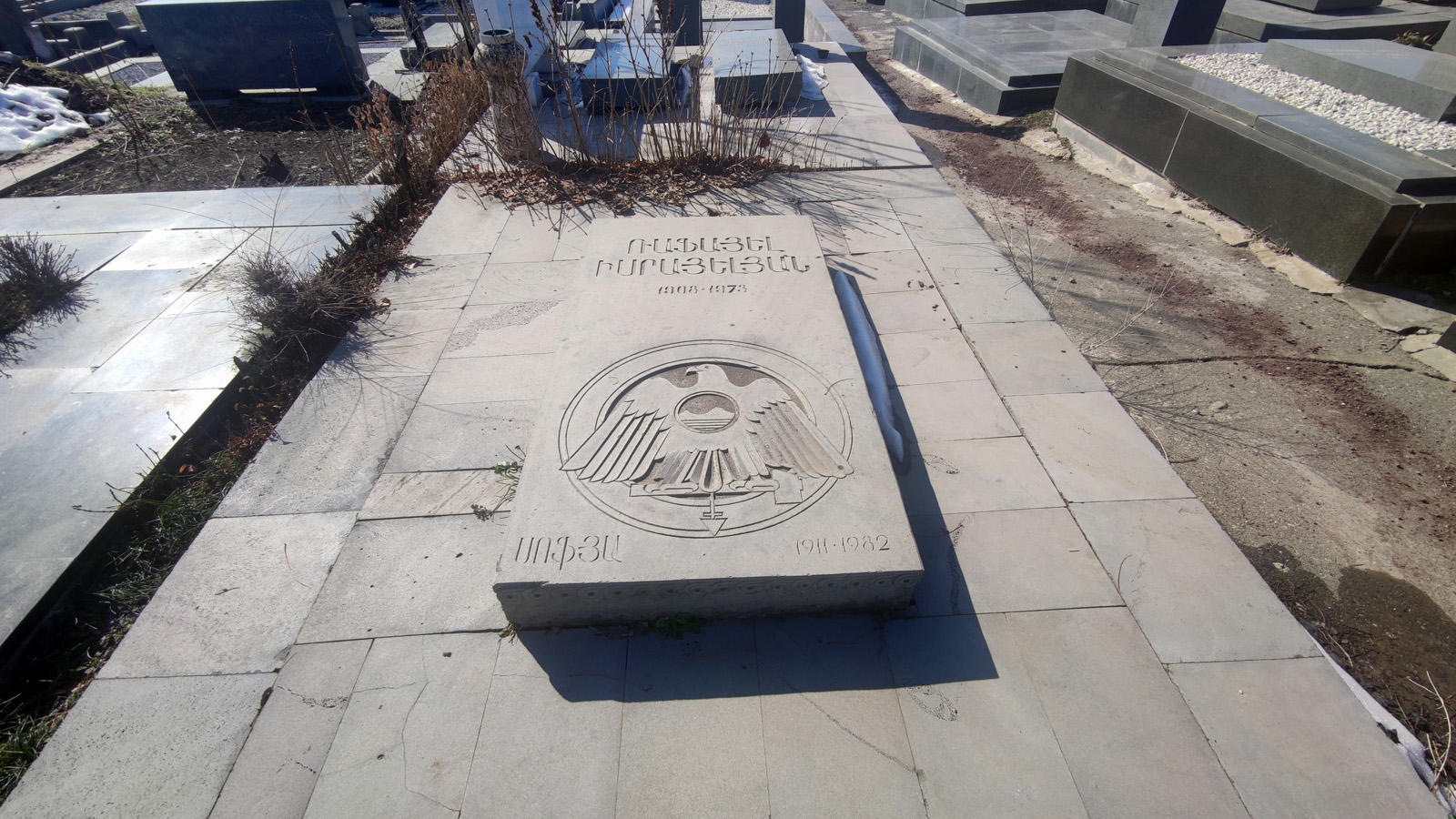
Надгробие архитектора Рафаела Исраеляна
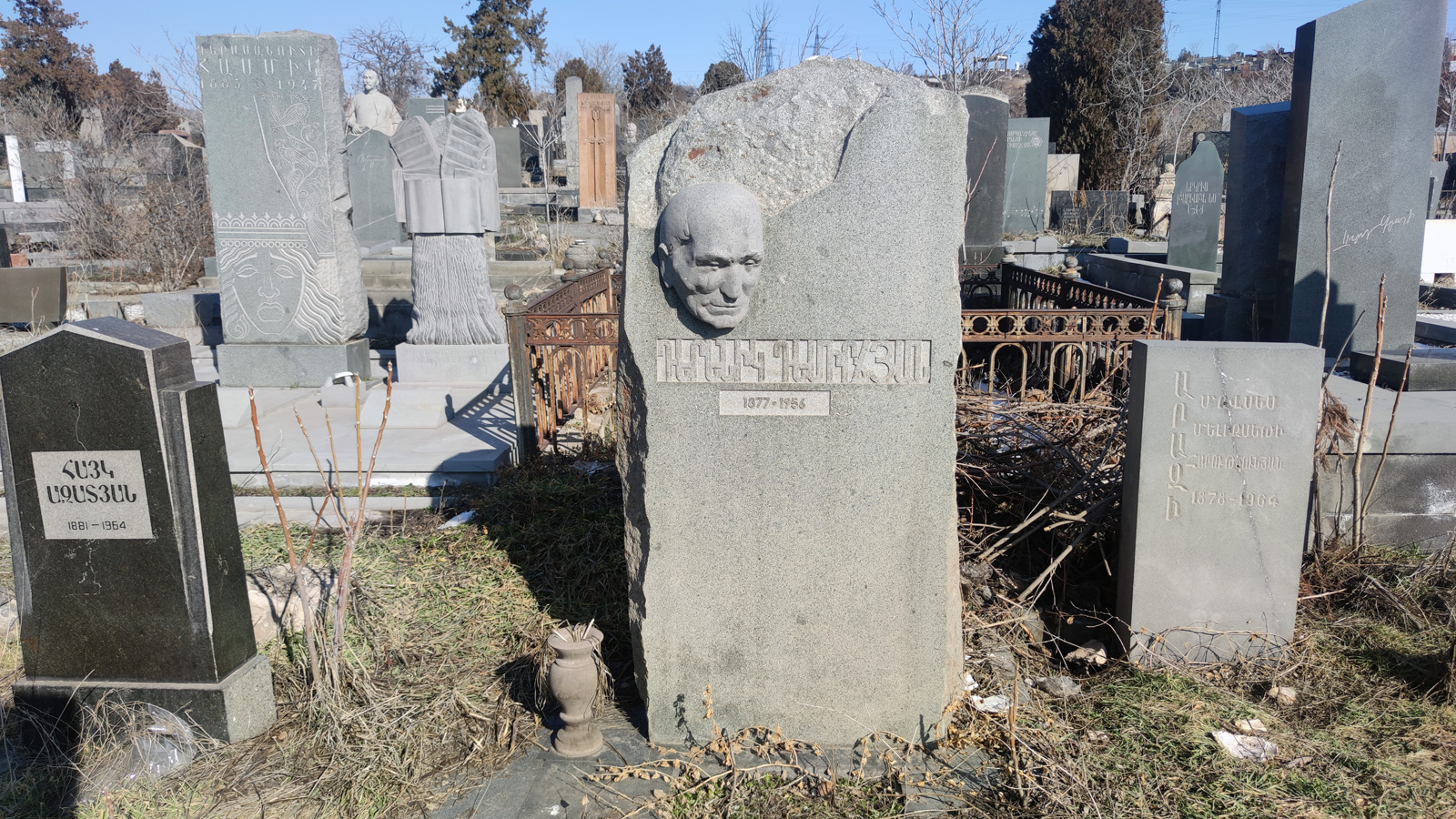
Надгробие писателя Дереника Демирчяна
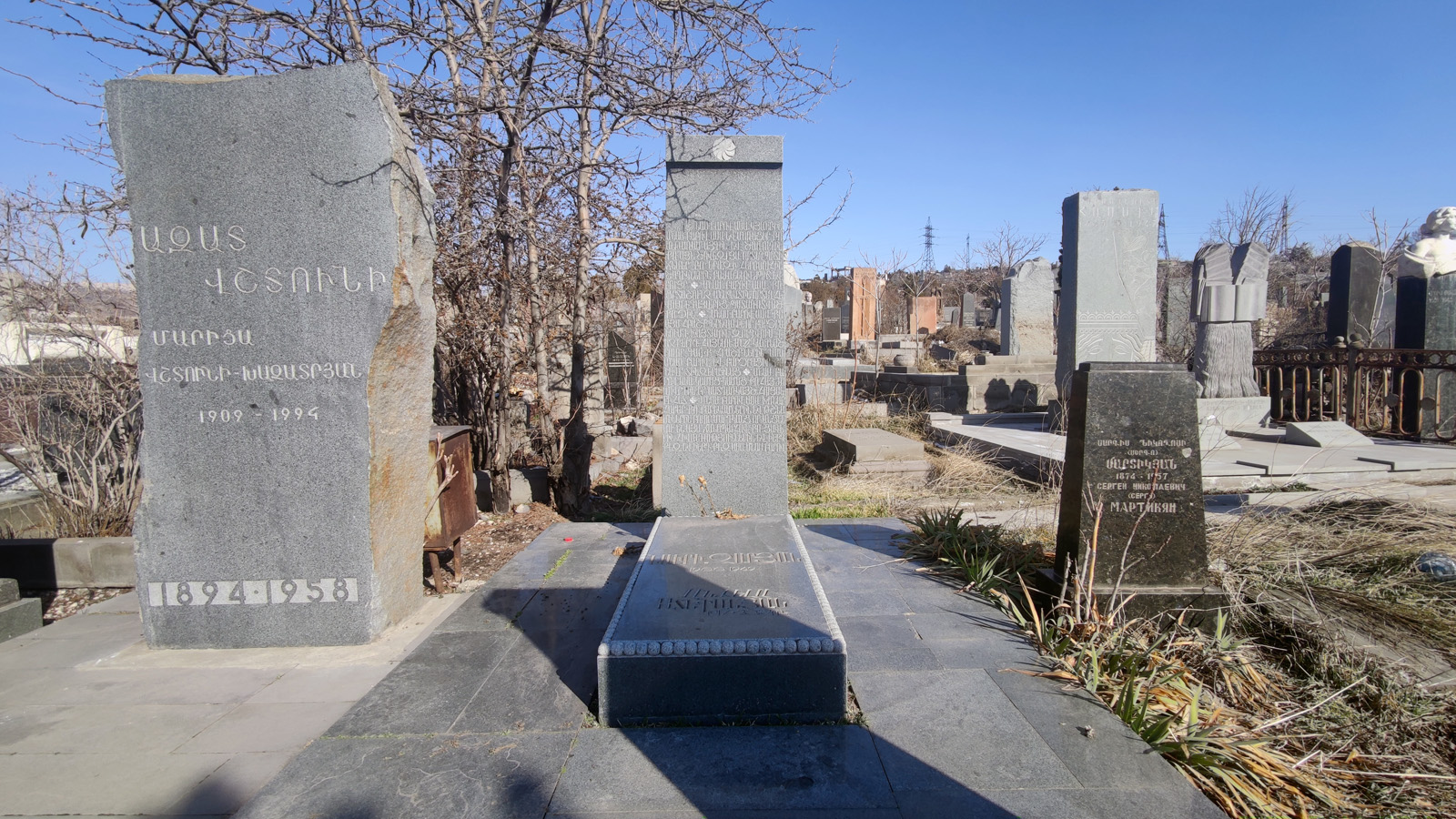
Надгробие писателя и поэта Наири Зарьяна
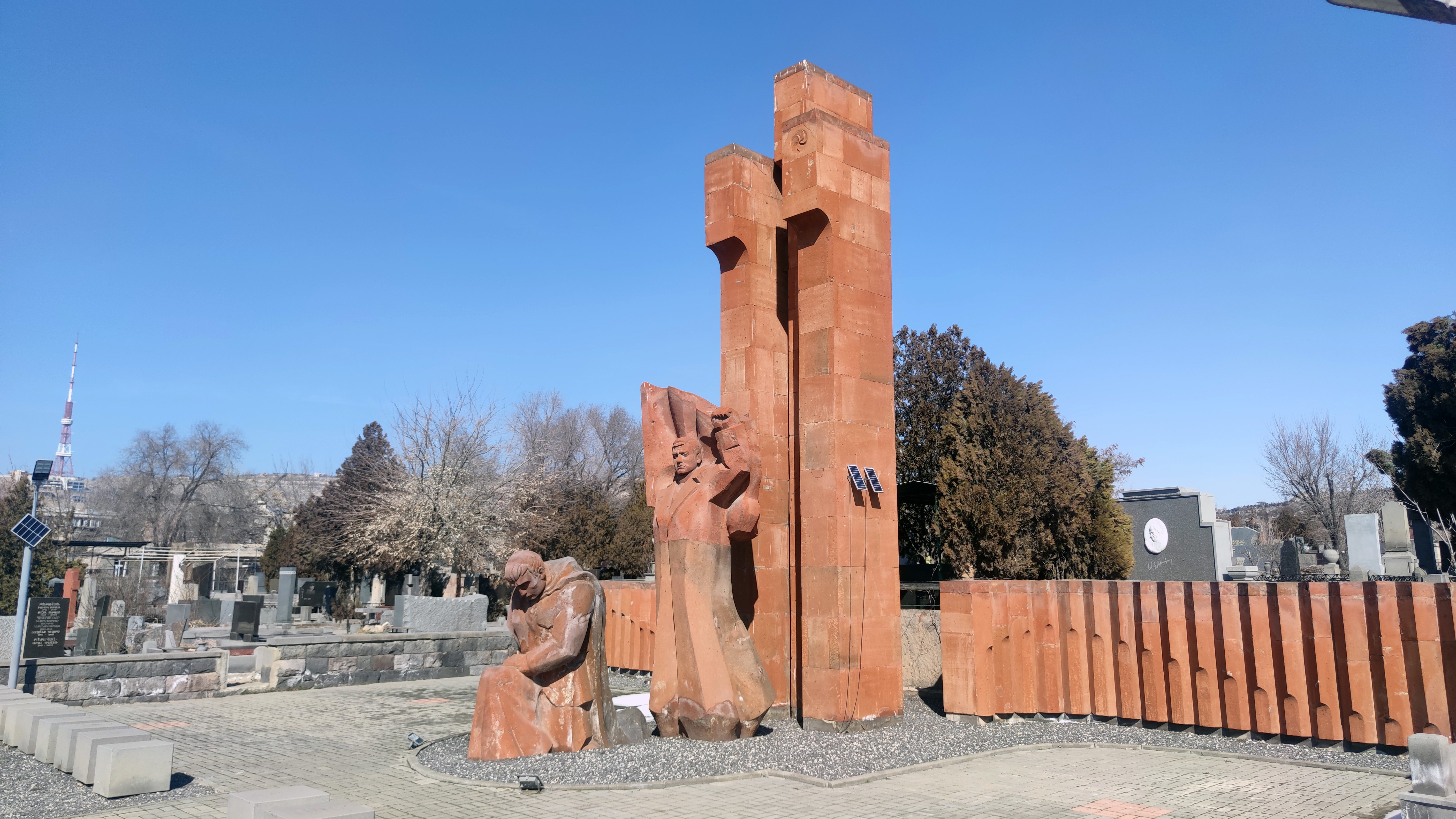
Скульптурная группа в зоне военного мемориала кладбища
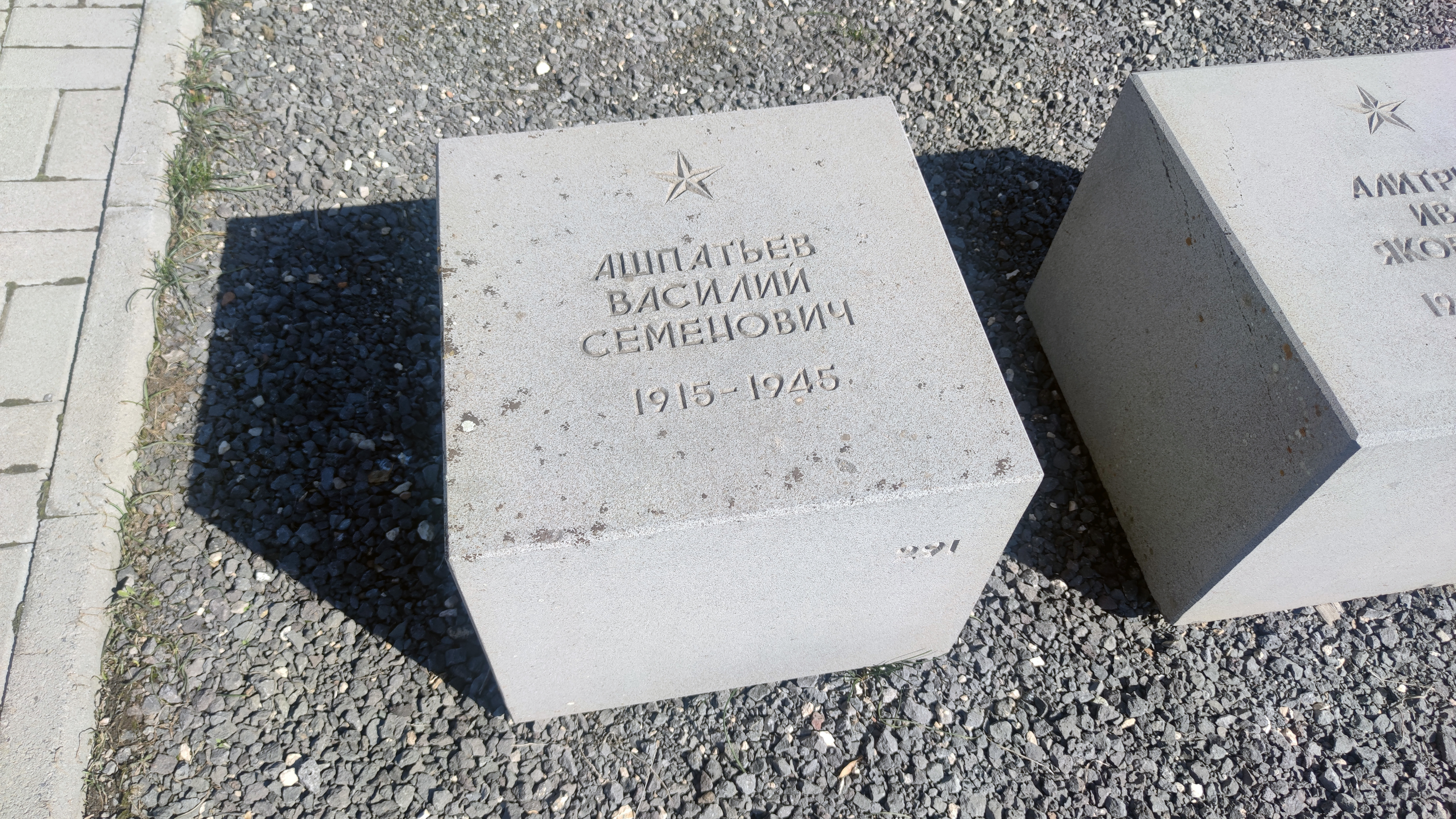
Солдатская могила в зоне военного мемориала кладбища